# Bos Wars
BOS Wars (Battle Of Survival) is een futuristische RTS-game. BOS Wars maakt gebruik van de Stratagusengine en werkt op Windows, Mac, Linux, BSD en Unix. De bedoeling van BOS is een origineel en leuk opensource-RTS-spel te ontwikkelen. Het spel is geschreven in C++ en Lua met behulp van de SDL (Simple DirectMedia Layer) bibliotheek. Het spel staat op de 42e plaats van de top 100 beste gratis spellen voor Linux.

## Gameplay
De speler moet tegen zijn vijanden vechten en terwijl zijn economie opbouwen. BOS Wars kan beide tegen de computer (AI) of tegen andere spelers gespeeld worden. Het doel van het spel is de tegenstander te verslaan. De spel begint op een kaart die ontdekt moet worden. De speler moet een basis inrichten, grondstoffen verzamelen en troepen maken om de strijd te winnen. De energie wordt geleverd door elektriciteitscentrales die zijn gelegen in magma (hot spots). Alle spelers hebben dezelfde gebouwen en units. Het kan via het LAN of internet tegen elkaar worden gespeeld.

## Projectteam
Het project werd door Tina Petersen gestart in 2004.
- François Beerten, projectleider
- Frank Loeffler, script en ontwerp
- Jimmy Salmon, ontwikkelaar
- Loïs Taulelle, map en campagne creator
- Nehal Mistry, ontwikkelaar
- Tejay Penfold, ontwerper
- Tina Petersen, oprichter